# 木犀謝節蜱
木犀謝節蜱（学名：Shevtchenkella osmantha）为節蜱科謝節蜱屬下的一个种。